# العلاقات البولندية الكوبية
العلاقات البولندية الكوبية هي العلاقات الثنائية التي تجمع بين بولندا وكوبا.

## مقارنة بين البلدين
هذه مقارنة عامة ومرجعية للدولتين:
| وجه المقارنة                                              | بولندا                                                                             | كوبا                              |
| --------------------------------------------------------- | ---------------------------------------------------------------------------------- | --------------------------------- |
| المساحة (كم2)                                             | 312.68 ألف                                                                         | 109.88 ألف                        |
| عدد السكان (نسمة)                                         | 38.43 مليون                                                                        | 11.48 مليون                       |
| الكثافة السكانية (ن./كم²)                                 | 122.91                                                                             | 104.48                            |
| العاصمة                                                   | وارسو                                                                              | هافانا                            |
| اللغة الرسمية                                             | اللغة البولندية                                                                    | اللغة الإسبانية                   |
| العملة                                                    | زلوتي بولندي                                                                       | بيزو كوبي، بيزو كوبي قابل للتحويل |
| الناتج المحلي الإجمالي (بليون دولار)                      | 524.51 مليار                                                                       | 87.13 مليار                       |
| الناتج المحلي الإجمالي (تعادل القوة الشرائية) بليون دولار | 1.02 تريليون                                                                       |                                   |
| الناتج المحلي الإجمالي الاسمي للفرد دولار أمريكي          | 12.55 ألف                                                                          |                                   |
| الناتج المحلي الإجمالي للفرد دولار أمريكي                 | 26.14 ألف                                                                          |                                   |
| مؤشر التنمية البشرية                                      | 0.843                                                                              | 0.769                             |
| رمز المكالمات الدولي                                      | +48                                                                                | +53                               |
| رمز الإنترنت                                              | .pl                                                                                | .cu                               |
| المنطقة الزمنية                                           | توقيت وسط أوروبا، ت ع م+01:00، ت ع م+02:00، أوروبا/وارسو ‏، توقيت وسط أوروبا الصيفي | 00                                |

## منظمات دولية مشتركة
يشترك البلدان في عضوية مجموعة من المنظمات الدولية، منها:
| علم المنظمة | اسم المنظمة                   | تاريخ انضمام بولندا | تاريخ انضمام كوبا |
| ----------- | ----------------------------- | ------------------- | ----------------- |
|             | يونسكو                        | 6 نوفمبر 1946       | 29 أغسطس 1947     |
|             | منظمة حظر الأسلحة الكيميائية  | ?                   | ?                 |
|             | منظمة التجارة العالمية        | 1 يوليو 1995        | ?                 |
|             | الاتحاد البريدي العالمي       | 1 مايو 1919         | ?                 |
|             | منظمة الشرطة الجنائية الدولية | ?                   | ?                 |
|             | الأمم المتحدة                 | 24 أكتوبر 1945      | 24 أكتوبر 1945    |
|             | الاتحاد الدولي للاتصالات      | 1921                | 16 يناير 1918     |
|             | مجلس التعاون الاقتصادي        | 25 يناير 1949       | 1972              |
|             | المنظمة الهيدروغرافية الدولية | ?                   | ?                 |

## وصلات خارجية
- موقع وزارة الخارجية البولندية
- موقع وزارة الخارجية الكوبية